# Kungliga Samfundet för utgivande av handskrifter rörande Skandinaviens historia
Kungliga Samfundet för utgivande av handskrifter rörande Skandinaviens historia (SkS) är en kunglig akademi. 
Samfundet bildades som en kommitté 1815 på initiativ av handskriftssamlaren Adolf Ludvig Stierneld. Stadgarna fastställdes 1821 av Karl XIV Johan. Bland senare års ordförande i Kungl. Samfundet märks historieprofessorerna Erik Lönnroth och Herman Schück, och Kungl. Samfundet omfattar idag[när?] 160 svenska och 39 utländska ledamöter. Dessa är valda mot bakgrund av vetenskapliga meriter inom området och återspeglar historiska discipliner, arkiv och bibliotek. Medlemskap i samfundet förkortas LSkS.

## Samfundets skriftserier
- Handlingar rörande Skandinaviens historia / utgifna af Kungl. Samfundet för utgifvande af handskrifter rörande Skandinaviens historia. Stockholm. 1816-1860. Libris 8207188. https://runeberg.org/hrsh
  -  Alphabetiskt och kronologiskt register. Stockholm. 1865. Libris 8207229. https://runeberg.org/hrsh/register
- Historiska handlingar  / utg. av Kungl. Samfundet för utgifvande af handskrifter rörande Skandinaviens historia. Stockholm. 1861-1979. Libris 3683566
  -  Historiska handlingar : register till del 1-20 / redigeradt af Erik Naumann. Stockholm. 1919. Libris 3683580
- Handlingar / Kungl. Samfundet för utgivande av handskrifter rörande Skandinaviens historia. Stockholm. 1972-. Libris 8261625